# Riserva indiana (1763)
La riserva indiana è un termine storico usato per indicare le vaste terre in gran parte non colonizzate del Nord America. Queste terre erano state rivendicate dalla Francia, poi cedute alla Gran Bretagna con il Trattato di Parigi del 1763, che pose fine alla Guerra dei Sette Anni (conosciuta anche come Guerra franco-indiana). Successivamente, con il Proclama Reale del 1763, furono destinate alle Prime nazioni
Il governo britannico prese in considerazione la creazione di uno stato cuscinetto indiano in una parte della riserva a ovest dei monti Appalachi, delimitata dal fiume Ohio, dal Mississippi e dai Grandi Laghi. Questo progetto rimase in auge anche dopo che la regione venne assegnata agli Stati Uniti con il Trattato di Parigi del 1783 che concluse la Rivoluzione Americana. Tuttavia, gli sforzi britannici vennero abbandonati nel 1814 a causa della perdita del controllo militare della zona durante la guerra del 1812.
Negli Stati Uniti dell'epoca, la "Indian Reserve" comprendeva tutto il territorio a nord della Florida e di New Orleans, situato a est del Mississippi e a ovest della Catena Continentale Orientale (Appalachi). Questa zona corrispondeva alla metà orientale della Louisiana francese. Nella moderna geografia del Canada, invece, la riserva comprendeva tutte le terre immediatamente a nord dei Grandi Laghi, ma a sud della Terra di Rupert controllata dalla Compagnia della Baia di Hudson. A queste si aggiungeva una zona cuscinetto tra la Provincia del Quebec e la Terra di Rupert, che si estendeva dal Lago Nipissing a Terranova.
Il Proclama Reale del 1763 organizzò sulla carta gran parte dei nuovi territori acquisiti in tre colonie del Nord America: Florida orientale, Florida occidentale e Provincia del Quebec. Il resto del vasto territorio britannico venne lasciato alle popolazioni native americane. La definizione della Catena Continentale Orientale, che seguiva la cresta degli Allegheny degli Appalachi, confermava il limite all'insediamento britannico stabilito con il Trattato di Easton del 1758, precedente alla Guerra di Pontiac. Inoltre, tutti i coloni europei presenti nel territorio (principalmente francesi) avrebbero dovuto abbandonarlo o ottenere un permesso ufficiale per rimanere. Molti di loro si trasferirono a New Orleans e nelle terre francesi a ovest del Mississippi (in particolare a St. Louis), che a sua volta era stata ceduta segretamente alla Spagna per diventare la Louisiana spagnola. Tuttavia, diversi coloni rimasero e i britannici non tentarono attivamente di sfrattarli.
Nel 1768, le terre a ovest degli Alleghenye e a sud dell'Ohio furono cedute alle colonie dai Cherokee con il Trattato di Hard Labour e dalle Sei Nazioni con il Trattato di Fort Stanwix. Tuttavia, diverse altre nazioni aborigene, in particolare Shawnee e Mingo, continuarono a vivere e rivendicare le loro terre che erano state vendute ai britannici da altre tribù. Questo conflitto portò alla Guerra di Lord Dunmore nel 1774, terminata dal Trattato di Camp Charlotte, dove queste nazioni accettarono il fiume Ohio come nuovo confine.
Le restrizioni all'insediamento divennero un punto critico durante la Rivoluzione Americana, a seguito dell'Acquisto di Henderson di gran parte del Kentucky dai Cherokee nel 1775. Lo scontento capo Cherokee Dragging Canoe non era d'accordo con la vendita, così come il governo reale di Londra, che proibiva l'insediamento in questa regione. In un atto di sfida alla corona, i coloni bianchi pionieri iniziarono a riversarsi nel Kentucky nel 1776, venendo contrastati da Dragging Canoe nelle guerre Cherokee-Americane, che continuarono fino al 1794.